# Bogusław Adamowicz
Bogusław Michał Adamowicz, ps. B. Korda, Self (ur. 13 stycznia 1870 w Mińsku, zm. 1944?) – poeta, prozaik oraz malarz okresu Młodej Polski. Twórca poezji patriotycznej i utworów inspirowanych symbolizmem, impresjonizmem i parnasizmem. Autor powieści i opowiadań utrzymanych w stylistyce weird-fiction.

## Życiorys
Urodził się 13 stycznia 1870 w Mińsku, w rodzinie Emeryka, malarza, rysownika, litografa i drukarza, i Józefiny ze Szretterów. Ukończył gimnazjum klasyczne w Mińsku. Studiował malarstwo w Paryżu, specjalizował się w malarstwie miniaturowym. W latach 1906–1911 przebywał w Krakowie. Ok. 1911 r. wrócił do Mińska, gdzie w latach 1918–1920 był redaktorem „Gońca Mińskiego”. W latach 1920–1944 mieszkał w Warszawie. Po powstaniu warszawskim został przymusowo ewakuowany, po czym zaginął bez wieści.

## Twórczość
Debiutował w roku 1893 w warszawskim „Głosie” nr 25 wierszami Serce i Poeci, w następnym numerze ukazały się kolejne wiersze: W albumie, Tęsknota i Krajobraz. Twórczość Adamowicza dzieli się na dwa odrębne nurty. Pierwszy skupia się na tematyce erotycznej o nekrofilskim, lekko satanicznym odcieniu. Wiersze te wywodziły się z kręgu inspiracji twórczością Edgara Allana Poego oraz typowych młodopolskich zainteresowań wszelkiego rodzaju skrajnościami, zboczeniami i zwyrodnieniami umysłu ludzkiego. Skrajnie pojmowana, niszczycielska i chorobliwa żądza zaspokojenia seksualnego jest u Adamowicza tożsama z bergsonowskim élan vital, mimo iż poczucie sił życiowych czerpie w bliskości śmierci. Poezję tę cechuje wyjątkowa wrażliwość na detale obrazu i wrażeń, synestezja i subtelność języka, daleka od przybyszewszczyzny czy wielosłowia.
Drugi nurt poezji Adamowicza wliczał się (obok poezji Tadeusza Micińskiego i Antoniego Langego) do nurtu kontynuującego i poddającego rozważaniom filozofię genezyjską Juliusza Słowackiego. Adamowski był przy tym zwolennikiem relatywizmu historiozoficznego, jednocześnie (swoją wizją narodu oraz wrażliwością na krzywdę i spodlenie społeczne) zbliżając się raczej w stronę pozytywizmu niż Młodej Polski.
Prócz tego krytycy dopatrywali się w poezji Adamowicza kręgów inspiracji poezją Charles’a Baudelaire’a oraz Charles’a Leconte de Lisle’a. Jego utwory tłumaczone były na język francuski.
W 1951 Triumf żółtych oraz Wesoły marszałek zostały wycofane z polskich bibliotek oraz objęte cenzurą.

## Publikacje

### Poezja
- Gra wyobraźni (1893)
- Melodie (1897)
- Rapsod ludzkości (1901)
- Wybór poezji (1985)

### Proza
- Wojna z duchami (1908), późniejsze wydania jako W starym dworze. Powieść fantastyczna
- Tajemnica długiego i krótkiego życia (1911), zawiera opowiadania: Dzieje niewiadomego doży, Potworek, Bajka o bajce, Zegarmistrz, Triumf śmierci, Tajemnica długiego i krótkiego życia
- Nieśmiertelne głupstwo. Fantazja powieściowa (1912)
- Wesoły marszałek (1922), zawiera opowiadania: Wesoły marszałek, Dzieje doży, Pogańska ofiara, Tajemnica długiego i krótkiego życia
- Świat na żółto (1925), późniejsze wydanie jako Triumf żółtych (1927)